# Ferrari (film, 2023)
Ferrari är en amerikansk biografisk sportdramafilm från 2023 i regi av Michael Mann, samt skriven av Troy Kennedy Martin. Filmen är baserad på motorsportjournalisten Brock Yates biografi Enzo Ferrari: The Man, the Cars, the Races, the Machine från 1991, och följer den personliga och professionella kampen för den italienske Ferrarigrundaren Enzo Ferrari, under förberedelserna inför Scuderia Ferraris tävlingsmedverkan i 1957 års Mille Miglia-lopp. Adam Driver spelar huvudrollen som titelkaraktären Enzo Ferrari, medan Penélope Cruz, Shailene Woodley, Sarah Gadon, Gabriel Leone, Jack O'Connell och Patrick Dempsey agerar som andra medverkande.

## Handling
Under sommaren 1957 hotar konkursen för det företag som Enzo Ferrari och hans fru byggt upp 10 år tidigare. Han bestämmer sig för att kasta tärningarna och satsa allt på det ikoniska Mille Miglia, ett förrädiskt 1000-milslopp genom Italien.

## Rollista
| Adam Driver                                        | – Enzo Ferrari              |
| Penélope Cruz                                      | – Laura Ferrari             |
| Shailene Woodley                                   | – Lina Lardi                |
| Sarah Gadon                                        | – Linda Christian           |
| Gabriel Leone                                      | – Alfonso de Portago        |
| Jack O'Connell                                     | – Peter Collins             |
| Patrick Dempsey                                    | – Piero Taruffi             |
| Michele Savoia                                     | – Carlo Chiti               |
| Lino Musella                                       | – Sergio Scaglietti         |
| Domenico Fortunato                                 | – Adolfo Orsi               |
| Jacopo Bruno                                       | – Omer Orsi                 |
| Erik Haugen                                        | – Edmund "Gunner" Nelson    |
| Ben Collins                                        | – Stirling Moss             |
| Wyatt Carnell                                      | – Wolfgang von Trips        |
| Andrea Dolente                                     | – Gino Rancati              |
| Giuseppe Bonifati                                  | – Giacomo Cuoghi            |
| Daniela Piperno                                    | – Adalisa Ferrari           |
| Tommaso Basili                                     | – Gianni Agnelli            |
| Benedetto Benedettini/Gabriel Noto/Edoardo Beraldi | – Alfredo "Dino" Ferrari    |
| Giuseppe Festinese                                 | – Piero Lardi               |
| Marino Franchitti                                  | – Eugenio Castellotti       |
| Valentina Bellè                                    | – Cecilia Manzini           |
| Jonathan Burteaux                                  | – Kung Hussein av Jordanien |